# Ministerium für Kleine und Mittlere Unternehmen und Startups
Das südkoreanische Ministerium für Kleine und Mittlere Unternehmen und Startups (Koreanisch: 중소벤처기업부) ist zuständig für die kleinen und mittleren Unternehmen sowie die Startups im Land. Es befindet sich in Daejeon und die aktuelle Ministerin ist Park Young-sun. Es ging aus der Behörde für Kleine und Mittlere Unternehmen hervor, die Aufwertung zum Ministerium erfolgte im Jahr 2017. In jeder Metropolregion und Provinz befindet sich eine Unterabteilung.